# 1992. évi téli olimpiai játékok
Az 1992. évi téli olimpiai játékok, hivatalos nevén a XVI. téli olimpiai játékok egy több sportot magába foglaló nemzetközi sportesemény volt, melyet 1992. február 8. és február 23. között rendeztek meg a franciaországi Albertville-ben.

## Részt vevő nemzeti olimpiai bizottságok
Az alábbi nemzetek olimpiai csapatai küldtek sportolókat a játékokra. Zárójelben az adott nemzeti csapatban induló sportolók létszáma.
Nyolc ország első alkalommal vett részt a téli olimpiai játékokon (vastagítással kiemeltek). Új csapat volt még továbbá az Egyesült Csapat is, amely néven a volt Szovjetunió utódállamai (Független Államok Közössége) indultak. Észtország és Lettország ezelőtt utoljára 1936-ban, Litvánia pedig 1928-ban vett részt önállóan az olimpián (dőlttel kiemeltek).
- Algéria (ALG) (4 – 3 férfi, 1 nő)
- Egyesült Államok (USA) (147 – 97 férfi, 50 nő)
- Amerikai Virgin-szigetek (ISV) (12 – 10 férfi, 2 nő)
- Andorra (AND) (5 – 4 férfi, 1 nő)
- Argentína (ARG) (20 – 15 férfi, 5 nő)
- Ausztrália (AUS) (22 – 15 férfi, 7 nő)
- Ausztria (AUT) (58 – 45 férfi, 13 nő)
- Belgium (BEL) (5 – 4 férfi, 1 nő)
- Bermuda (BER) (1 – 1 férfi)
- Bolívia (BOL) (5 – 5 férfi)
- Brazília (BRA) (7 – 6 férfi, 1 nő)
- Bulgária (BUL) (30 – 22 férfi, 8 nő)
- Chile (CHI) (5 – 5 férfi)
- Ciprus (CYP) (4 – 3 férfi, 1 nő)
- Csehszlovákia (TCH) (74 – 55 férfi, 19 nő)
- Costa Rica (CRC) (4 – 4 férfi)
- Dánia (DEN) (6 – 4 férfi, 2 nő)
- Dél-Korea (KOR) (23 – 19 férfi, 4 nő)
- Észak-Korea (PRK) (20 – 9 férfi, 11 nő)
- Egyesített Csapat (EUN) (129 – 86 férfi, 43 nő)
- Észtország (EST) (19 – 14 férfi, 5 nő)
- Finnország (FIN) (62 – 49 férfi, 13 nő)
- Franciaország (FRA) (109 – 79 férfi, 30 nő)
- Fülöp-szigetek (PHI) (1 – 1 férfi)
- Görögország (GRE) (8 – 7 férfi, 1 nő)
- Hollandia (NED) (19 – 9 férfi, 10 nő)
- Holland Antillák (AHO) (2 – 2 férfi)
- Honduras (HON) (1 – 1 nő)
- Horvátország (CRO) (4 – 3 férfi, 1 nő)
- India (IND) (2 – 2 férfi)
- Izland (ISL) (5 – 4 férfi, 1 nő)
- Írország (IRL) (4 – 4 férfi)
- Jamaica (JAM) (5 – 5 férfi)
- Japán (JPN) (60 – 40 férfi, 20 nő)
- Jugoszlávia (YUG) (25 – 22 férfi, 3 nő)
- Kanada (CAN) (108 – 79 férfi, 29 nő)
- Kína (CHN) (32 – 12 férfi, 20 nő)
- Lengyelország (POL) (53 – 41 férfi, 12 nő)
- Lettország (LAT) (23 – 19 férfi, 4 nő)
- Libanon (LIB) (4 – 4 férfi)
- Liechtenstein (LIE) (7 – 6 férfi, 1 nő)
- Litvánia (LTU) (6 – 3 férfi, 3 nő)
- Luxemburg (LUX) (1 – 1 férfi)
- Marokkó (MAR) (12 – 10 férfi, 2 nő)
- Magyarország (HUN) (24 – 13 férfi, 11 nő)
- Mexikó (MEX) (20 – 16 férfi, 4 nő)
- Monaco (MON) (5 – 5 férfi)
- Mongólia (MGL) (4 – 4 férfi)
- Nagy-Britannia (GBR) (49 – 39 férfi, 10 nő)
- Németország (GER) (113 – 75 férfi, 38 nő)
- Norvégia (NOR) (80 – 61 férfi, 19 nő)
- Puerto Rico (PUR) (6 – 6 férfi)
- Románia (ROU) (23 – 14 férfi, 9 nő)
- Olaszország (ITA) (107 – 79 férfi, 28 nő)
- San Marino (SMR) (3 – 3 férfi)
- Spanyolország (ESP) (17 – 13 férfi, 4 nő)
- Svájc (SUI) (74 – 57 férfi, 17 nő)
- Svédország (SWE) (73 – 56 férfi, 17 nő)
- Szváziföld (SWZ) (1 – 1 férfi)
- Szenegál (SEN) (2 – 2 férfi)
- Szlovénia (SLO) (27 – 20 férfi, 7 nő)
- Tajvan (TPE) (8 – 8 férfi)
- Törökország (TUR) (8 – 8 férfi)
- Új-Zéland (NZL) (6 – 5 férfi, 1 nő)

## Versenyszámok
Az Albertville-i játékokon tizenkét sportágban illetve szakágban harminckét férfi, huszonhárom női és két vegyes versenyszámban osztottak érmeket. Ezek eloszlásáról ad tájékoztatást az alábbi táblázat.
Bemutató sportág volt a curling.
| Sportág / Szakág           | Versenyszámok száma | Versenyszámok száma | Versenyszámok száma | Versenyszámok száma |
| Sportág / Szakág           | Férfi               | Női                 | Vegyes              | Összes              |
| -------------------------- | ------------------- | ------------------- | ------------------- | ------------------- |
| Alpesisí                   | 5                   | 5                   | 0                   | 10                  |
| Biatlon                    | 3                   | 3                   | 0                   | 6                   |
| Bob                        | 2                   | 0                   | 0                   | 2                   |
| Északi összetett           | 2                   | 0                   | 0                   | 2                   |
| Gyorskorcsolya             | 5                   | 5                   | 0                   | 10                  |
| Jégkorong                  | 1                   | 0                   | 0                   | 1                   |
| Műkorcsolya                | 1                   | 1                   | 2                   | 4                   |
| Rövidpályás gyorskorcsolya | 2                   | 2                   | 0                   | 4                   |
| Síakrobatika               | 1                   | 1                   | 0                   | 2                   |
| Sífutás                    | 5                   | 5                   | 0                   | 10                  |
| Síugrás                    | 3                   | 0                   | 0                   | 3                   |
| Szánkó                     | 2                   | 1                   | 0                   | 3                   |
| Összesen                   | 32                  | 23                  | 2                   | 57                  |

## Éremtáblázat
| Az 1992. évi téli olimpiai játékok éremtáblázatának első tíz helyezettje | Az 1992. évi téli olimpiai játékok éremtáblázatának első tíz helyezettje | Az 1992. évi téli olimpiai játékok éremtáblázatának első tíz helyezettje | Az 1992. évi téli olimpiai játékok éremtáblázatának első tíz helyezettje | Az 1992. évi téli olimpiai játékok éremtáblázatának első tíz helyezettje | Olimpia  |
| ------------------------------------------------------------------------ | ------------------------------------------------------------------------ | ------------------------------------------------------------------------ | ------------------------------------------------------------------------ | ------------------------------------------------------------------------ | -------- |
|                                                                          | Ország                                                                   | Arany                                                                    | Ezüst                                                                    | Bronz                                                                    | Összesen |
| 1.                                                                       | Németország (GER)                                                        | 10                                                                       | 10                                                                       | 6                                                                        | 26       |
| 2.                                                                       | Egyesített Csapat (EUN)                                                  | 9                                                                        | 6                                                                        | 8                                                                        | 23       |
| 3.                                                                       | Norvégia (NOR)                                                           | 9                                                                        | 6                                                                        | 5                                                                        | 20       |
| 4.                                                                       | Ausztria (AUT)                                                           | 6                                                                        | 7                                                                        | 8                                                                        | 21       |
| 5.                                                                       | Egyesült Államok (USA)                                                   | 5                                                                        | 4                                                                        | 2                                                                        | 11       |
| 6.                                                                       | Olaszország (ITA)                                                        | 4                                                                        | 6                                                                        | 4                                                                        | 14       |
| 7.                                                                       | Franciaország (FRA)                                                      | 3                                                                        | 5                                                                        | 1                                                                        | 9        |
| 8.                                                                       | Finnország (FIN)                                                         | 3                                                                        | 1                                                                        | 3                                                                        | 7        |
| 9.                                                                       | Kanada (CAN)                                                             | 2                                                                        | 3                                                                        | 2                                                                        | 7        |
| 10.                                                                      | Dél-Korea (KOR)                                                          | 2                                                                        | 1                                                                        | 1                                                                        | 4        |